# 5050 Doctorwatson
Az 5050 Doctorwatson (ideiglenes jelöléssel 1983 RD2) a Naprendszer kisbolygóövében található aszteroida. Edward L. G. Bowell fedezte fel 1983. szeptember 14-én.